# دستفروش اسلحه
دستفروش اسلحه (ژاپنی: 牙の旅商人 هپبورن: Kiba no Tabishōnin) یک مجموعه مانگای ژاپنی از کیوایچی ناناتسوکی است که توسط اسکوئر انیکس در مجلهٔ یانگ گانگان منتشر می‌شود. انتشار آن از مه ۲۰۱۰ آغاز شده و تا کنون، ۷ جلد از آن در ژاپن منتشر شده است.

## داستان
داستان در جهانی آخرالزمانی روایت می‌شود که تمدن فعلی انسان‌ها مدت‌هاست که از بین رفته و قدرت‌ها و حکومت‌های محلی در نقاط مختلف جهان قدرت را در دست گرفته‌اند. سونا یوکی پسری است که به همراه خانواده‌اش در حال مسافرت است که با حمله گروه‌های راهزن مواجه می‌شوند و تمام خانواده‌اش کشته می‌شوند. دزدان او را زنده و زخمی در بیابان رها می‌کنند. گارامی، یک زن جوان که متعلق به گروه دستفروشان اسلحه است او را پیدا می‌کند و به او پیشنهاد می‌دهد که اگر می‌خواهد زنده بماند به بردگی او در بیاید و تا زمانی که بتواند پول خرید خود را بدست آورد برای او کار کند. سونا در فکر گرفتن انتقام خانواده خود با او همراه می‌شود. داستان دربارهٔ سفرهای گارامی و سونا در نقاط مختلف این سرزمین بی‌قانون و بی‌رحم است که در آن هیولاها و موجودات عجیب مختلفی پرسه می‌زنند.

## شخصیت‌ها
سونا یوکی (Souna Yuki)
پسر جوانی که با گارامی همراه می‌شود تا بتواند روزی انتقام خانواده‌اش را از گروه دزدان بگیرد.
گارامی (Garami)
دستفروش اسلحه، زن جوانی که قدرت زیادی در مبارزه دارد. همیشه شمشیر بزرگی بر پشت خود حمل می‌کند که آنرا هیچگاه از غلاف بیرون نمی‌آورد. (به جز در فصل‌های بالاتر) با به پیش رفتن داستان کم‌کم هویت او مشخص می‌شود و دیگر اینکه هدفش از گشتن دور دنیا چیست.
آیری (Airi)
شاهزاده سوم سرزمین کالایدا که در جنگ بدست ارتش بالزان اسیر می‌شود و برای فروش به عنوان برده به شهر یوگا فرستاده می‌شود. سونا او را نجات داده و مسئول حفظ جانش می‌شود.
رید (Reid)
مردی از صنف دستفروشان اسلحه که در شهر ساگان به گارامی و همراهانش می‌پیوندد. دستفروشان اسلحه افرادی هستند که دانش جنگ‌افزارهای باستانی را از شهرهای خرابه پیدا کرده‌اند و همیشه در درگیری‌ها بی‌طرف‌اند و تنها به رساندن اسلحه و مهمات به مشتریان می‌پردازند.
صابر (Saber)
جوانترین شاهزاده بالزان. از آداب و رسوم پادشاهی بالزان بیزار است و می‌خواهد رسم برده‌داری را براندازد اما برای این کار ابتدا باید بر برادران خود چیره شده و پادشاه شود.
کتاب کلیدها (The book of keys)

در این مانگا بیان می‌شود در درون هر انسانی دری بسته وجود دارد. این کتاب این در را باز می‌کند و با باز شدن آن انسان به دانشی دست می‌یابد که هیچ‌کس تصورش را نمی‌کند.